# Geosesarma dennerle
Geosesarma dennerle (лат.) (распространённое бытовое название — краб-вампир) — вид тропических аквариумных крабов из рода Geosesarma, обитающих в Индонезии на острове Ява. Ещё до научного описания вида, G. dennerle и Geosesarma hagen, как и другие виды рода Geosesarma, называясь «крабами-вампирами», уже были популярными аквариумными домашними питомцами, но о их происхождении никто не знал. Блестящие глаза и эффектная окраска этих крабов объясняют их привлекательность для аквариумистов. G. dennerle тёмно-фиолетовый с кремовым пятном на спине. Клешни светлее остального тела. На панцире есть пятно в виде летучей мыши, и скорее всего, из-за него краб получил русское название.

## Этимология
Новый вид назван в честь немецкой компании Dennerle, оказывавшей поддержку одному из исследователей во время его работы на Яве.

## Описание
Карапакс квадратный, ширина больше чем длина,
боковые края субпараллельные; дорсальная поверхность с
четко очерченными участками, передние области очень плотно покрыты мелкими округлыми гранулами; передняя часть изогнута, лобные доли широкие с выпуклыми краями; заднелобные гребни заметны; наружный орбитальный зубец большой, треугольный, наклонно изгибающийся наружу, кончик выходит за уровень бокового края карапакса. Экзопод третьей ногочелюсти относительно тонкий, с длинным жгутиком, выходящим
за пределы ширины меруса. Внешняя поверхность клешни у  взрослого самца гранулированная; дорсальный край пальца с 7-9 бугорками (дистальный может быть очень низким), каждый с пектинированным кончиком. Ходильные ноги с острым субдистальным отростком на спинном крае, поверхности морщинистые. Брюшко самца относительно
широкое; тельсон полукруглый; сомит 6 с сильно выпуклыми
боковыми краями. G1 тонкий, проксимальная часть прямая,
дистальная часть выпуклая, изогнутая, удлиненная, лопатообразная; кончик цельный,
усечённый, если смотреть сверху.

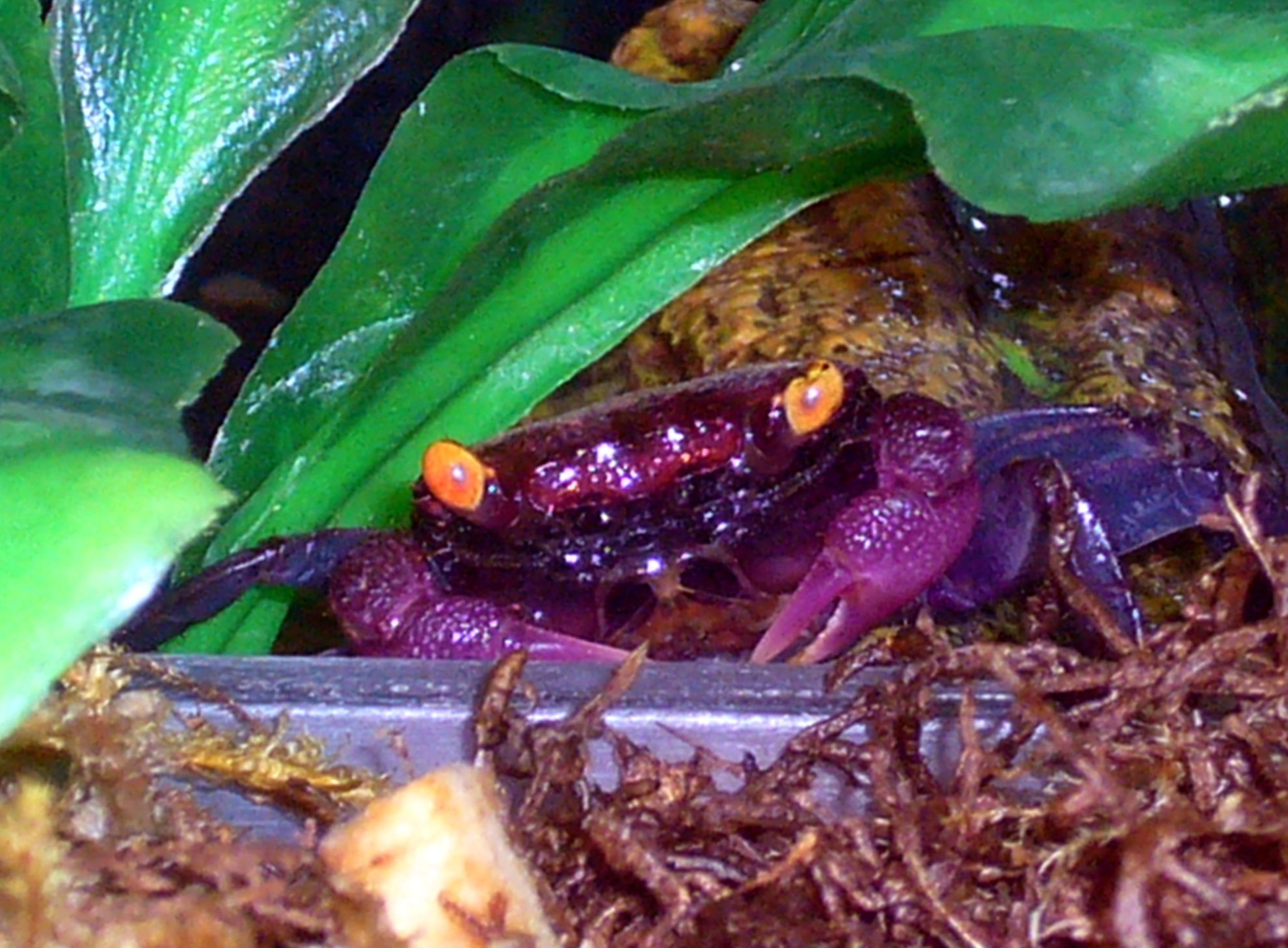

Окраска от фиолетово-пурпурной до пурпурно-коричневой на передней половине карапакса и подвижных ногах; задняя половина карапакса от кремовой до жёлтовато-белой; торакс серовато-белый с серыми крапинками у мелких особей, но бледно-фиолетовая у более крупных особей; брюшко темно-серое до пурпурно-серого с мелкими пятнами; клешни ярко-фиолетовые; глаза ярко-жёлтые. В то время как в типичном цветовом узоре спинная поверхность четко разделена на две зоны, у некоторых экземпляров большая часть карапакса кремовая, а только передний край фиолетовый. Молодые особи, как правило, имеют пурпурно-коричневые панцири с пятнами желтого или коричневого цвета на передней части. Ярко-фиолетовые клешни присутствуют у более крупных взрослых особей, а иногда и у молодых особей. Как правило, более мелкие экземпляры (самцы 9,1 × 8,5 мм) обладают серовато–фиолетовыми или бледно-фиолетовыми чешуйками, иногда кажущимися почти белыми. Однако у некоторых более крупных самцов (11,1 × 10,8 мм) также есть белые клешни.

### Сравнения
В то время как окраска G. dennerle и G. hagen очень разная, что позволяет различать даже молодых особей, их также можно разделить по степени грануляции на передней половине карапакса и обычно
по форме внешнего орбитального зубца. Передняя дорсальная поверхность карапакса G. hagen явно более зернистая и неровная, в отличие от G. dennerle, которая
имеет более низкие и уплощенные гранулы, что
придает поверхности более гладкую текстуру. У G. dennerle наружный орбитальный зубец также обычно пропорционально больше, более широко треугольной формы, с более сильно выпуклым задним краем, чем у G. hagen, у которого относительно более узкий зубец с слегка выпуклым задним краем. Хотя G1 G. dennerle и G. hagen внешне похожи, у  G. dennerle они неизменно немного толще, чем у G.  hagen. Это наиболее очевидно при сравнении особей мужского пола одинакового размера. По сравнению с G1 Geosesarma noduliferum и Geosesarma bicolor, G1 G. dennerle и G. hagen немного более прямые. Кроме того, часть G1 у G. dennerle и G. hagen как раз проксимальнее к пектинизированной дистальной части относительно более тонкая в G. noduliferum и G. bicolor.
Окраска G. dennerle похожа на
окраску G. bicolor, которая была описана Питером и Дэви (Ng & Davie, 1995): 

У голотипа самца и более крупной самки передняя
треть карапакса ярко-фиолетовая, а две трети задней части голубовато-серые. У более мелких паратипов передняя треть также чётко очерчена, но фиолетовый цвет более бледный. Роговицы всех четырех образцов ярко-жёлтые.
Оригинальный текст (англ.)In the holotype male and larger female, the anterior one-third of the carapace is bright purple, the posterior two thirds being bluish-grey. In the smaller paratypes, the anterior one-third is also clearly defined, but the purple color is paler. The corneas of all four specimens are bright yellow

Однако их хелипеды, мужская брюшная полость и структуры G1, однако, свидетельствуют против того, что они являются одним и тем же видом.

## Биология
Эти наземные крабы обитают на склонах небольшой
долины, живя под камнями и между ними, среди густой
растительности. Иногда они выкапывают норы в
рыхлой земле на краю ручья, протекающего через
долину. Молодь часто наблюдается вблизи
ватерлинии на суше. Их рацион состоит в основном из
мелких наземных насекомых, таких как кузнечики, а
также, вероятно, личинок комаров-звонцов и растительного детрита.

## Содержание

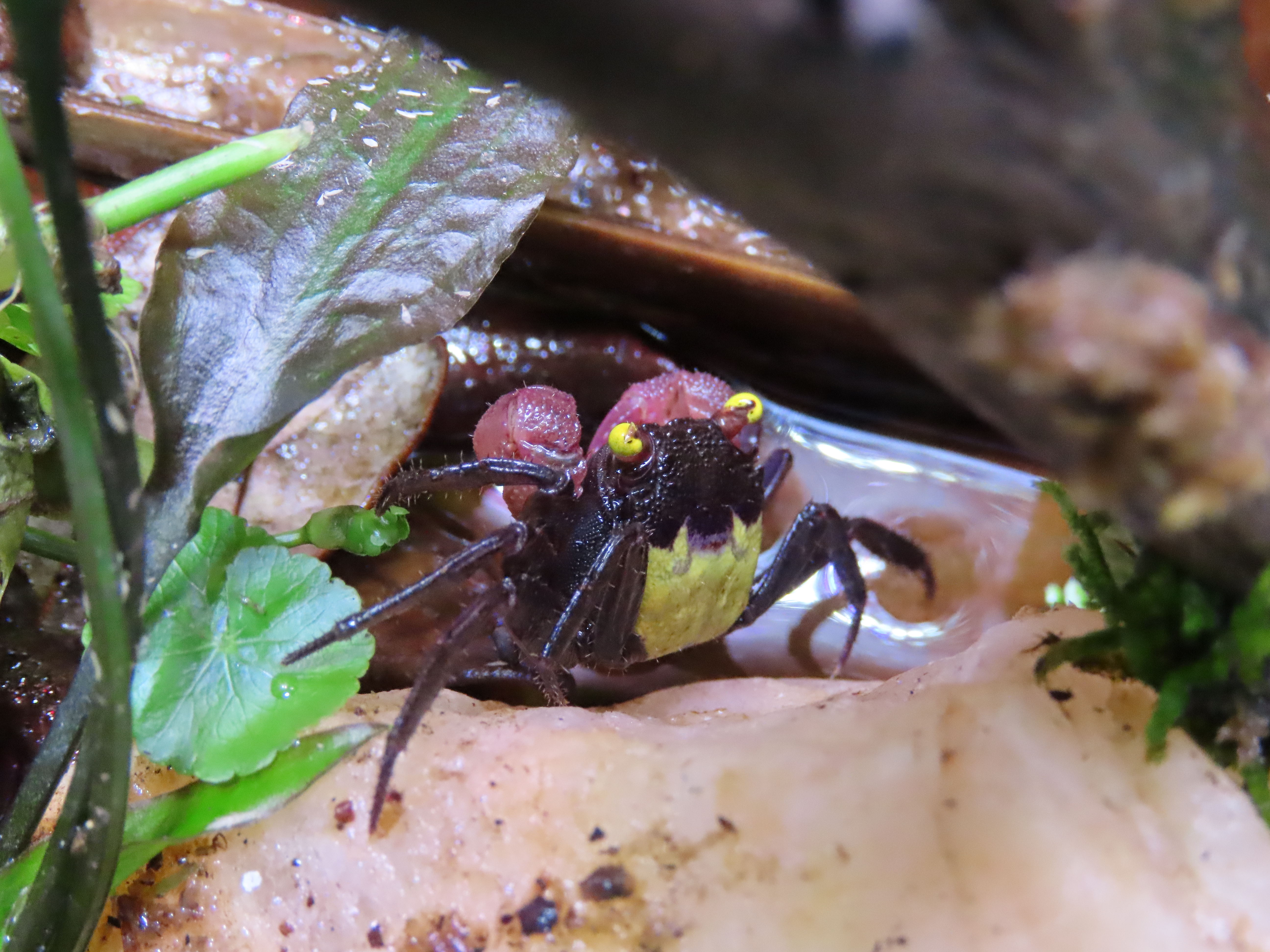
Самец

Продолжительность жизни не более чем 3 года. Так как эти крабы не являются полностью водными, требуется палюдариум или акватеррариум с водой и сушей. Линька происходит в воде. Уровень воды не должен превышать 15 см. Требуются фильтр для воды, а также генератор тумана. Должен быть пологий склон, чтобы крабы могли взобраться на сушу. На акватерариуме должна быть крышка, так как краб может сбежать. Наземная часть акватеррариума имеет торф, кокосовый субстрат и мох. Акватеррариум можно украшать разными растениями, например анубиасами, криптокоринами, растениями из рода Bucephalandra, эхинодорусами и другими аквариумными растениями. Крабов нужно обеспечить разнообразными укрытиями, например гротами, битыми керамическими горшками и корягами.
В акватеррариуме должна быть влажность 60-95%. Температура воды должна составлять 24-26°C, а воздуха — 25—28°C. Требуется несколько раз опрыскивать акватеррариум водой из пульверизатора. Под акватеррариум также можно подложить греющий коврик. Это ускорит испарение воды и увеличит влажность. Вода должна иметь pH=7.0-7.5 и GH=10-20. Воды нужно еженедельно менять, вместе с этим проводится сифонка грунта. В основном используется вода из центрального водопровода. Но такая вода может нести угрозу для крабов, поэтому нужно добавлять кондиционер в воду.
Является всеядным животным. Так как в рацион краба входит детрит, то краба можно оставлять на несколько дней без подкормки. В качестве базового корма нужно использовать сухие корма для ракообразных. Можно давать и сухие листья деревьев, таких как терминалия катаппа, или прокипячённые листья дуба и куски плодов, например персиков, помидоров, огурца или банана. Кормить следует на суше, 2-3 раза в неделю, ведь если кормить больше, то может случиться линька, к которой краб ещё не готов. Пищу желательно подсыпать витаминами.

### Разведение
Отличить самку от самца можно по брюшку - у самцов оно узкое, у самок же брюшко широкое. Половая зрелость у G. dennerle наступает в 6-8 месяцев. В этот момент, самка откладывает 50 икринок. Так как в основном G. dennerle ведёт наземный образ жизни, то личиночная стадия у G. dennerle отсутствует, и она проходит у этого краба в икринке, и потом появляется серый крабик длиной в 1 мм. Через несколько линек окрас становится таким же, как и у взрослых особей.

## Угрозы
Является исчезающим видом из-за его отлова и из-за уничтожения его природной среды обитания.